# 费代里科·莫拉基
费代里科·莫拉基（義大利語：Federico Morlacchi，1993年11月11日—），意大利男子游泳运动员。他曾代表意大利参加2012年、2016年和2020年夏季残疾人奥林匹克运动会游泳比赛，获得一枚金牌、三枚银牌和四枚铜牌。